# Gran Premio de Japón de Motociclismo de 2010
El Gran Premio de Japón de Motociclismo de 2010 fue la decimocuarta prueba del Campeonato del Mundo de Motociclismo de 2010. Tuvo lugar en el fin de semana del 1 al 3 de octubre de 2010 en el Twin Ring Motegi, situado en Motegi, Prefectura de Tochigi, Japón. La carrera de MotoGP fue ganada por Casey Stoner, seguido de Andrea Dovizioso y Valentino Rossi. Toni Elías ganó la prueba de Moto2, por delante de Julián Simón y Karel Abraham. La carrera de 125cc fue ganada por Marc Márquez, Nicolás Terol fue segundo y Bradley Smith tercero.

## Resultados

### Resultados MotoGP
| Pos.             | N.º | Piloto           | Constructor | Vueltas | Tiempo    | Parrilla | Pts. |
| ---------------- | --- | ---------------- | ----------- | ------- | --------- | -------- | ---- |
| 1                | 27  | Casey Stoner     | Ducati      | 24      | 43:12.266 | 3        | 25   |
| 2                | 4   | Andrea Dovizioso | Honda       | 24      | +3.868    | 1        | 20   |
| 3                | 46  | Valentino Rossi  | Yamaha      | 24      | +5.707    | 2        | 16   |
| 4                | 99  | Jorge Lorenzo    | Yamaha      | 24      | +6.221    | 4        | 13   |
| 5                | 5   | Colin Edwards    | Yamaha      | 24      | +27.092   | 5        | 11   |
| 6                | 58  | Marco Simoncelli | Honda       | 24      | +30.021   | 8        | 10   |
| 7                | 19  | Álvaro Bautista  | Suzuki      | 24      | +31.826   | 9        | 9    |
| 8                | 11  | Ben Spies        | Yamaha      | 24      | +35.572   | 6        | 8    |
| 9                | 14  | Randy de Puniet  | Honda       | 24      | +47.564   | 7        | 7    |
| 10               | 7   | Hiroshi Aoyama   | Honda       | 24      | +49.598   | 14       | 6    |
| 11               | 33  | Marco Melandri   | Honda       | 24      | +49.999   | 12       | 5    |
| 12               | 69  | Nicky Hayden     | Ducati      | 24      | +50.703   | 11       | 4    |
| 13               | 40  | Héctor Barberá   | Ducati      | 24      | +51.422   | 15       | 3    |
| 14               | 41  | Aleix Espargaró  | Ducati      | 24      | +52.843   | 13       | 2    |
| 15               | 36  | Mika Kallio      | Ducati      | 24      | +1:14.668 | 16       | 1    |
| Ret              | 65  | Loris Capirossi  | Suzuki      | 21      | Ret       | 10       |      |
| WD               | 26  | Dani Pedrosa     | Honda       |         | Lesionado |          |      |
| Reporte oficial. |     |                  |             |         |           |          |      |

Notas:
- Pole Position :  Andrea Dovizioso, 1:47.001
- Vuelta Rápida :  Valentino Rossi, 1:47.395

### Resultados Moto2
| Pos.             | N.º | Piloto                | Constructor | Vueltas | Tiempo       | Parrilla | Pts. |
| ---------------- | --- | --------------------- | ----------- | ------- | ------------ | -------- | ---- |
| 1                | 24  | Toni Elías            | Moriwaki    | 23      | 43:50.930    | 4        | 25   |
| 2                | 60  | Julián Simón          | Suter       | 23      | +0.315       | 1        | 20   |
| 3                | 17  | Karel Abraham         | FTR         | 23      | +9.839       | 7        | 16   |
| 4                | 15  | Alex De Angelis       | MotoBi      | 23      | +10.178      | 6        | 13   |
| 5                | 45  | Scott Redding         | Suter       | 23      | +11.237      | 2        | 11   |
| 6                | 72  | Yūki Takahashi        | Tech 3      | 23      | +12.778      | 3        | 10   |
| 7                | 65  | Stefan Bradl          | Suter       | 23      | +17.284      | 8        | 9    |
| 8                | 12  | Thomas Lüthi          | Moriwaki    | 23      | +17.892      | 16       | 8    |
| 9                | 44  | Roberto Rolfo         | Suter       | 23      | +19.235      | 11       | 7    |
| 10               | 6   | Álex Debón            | FTR         | 23      | +19.568      | 26       | 6    |
| 11               | 3   | Simone Corsi          | MotoBi      | 23      | +22.713      | 18       | 5    |
| 12               | 77  | Dominique Aegerter    | Suter       | 23      | +23.417      | 12       | 4    |
| 13               | 29  | Andrea Iannone        | Speed Up    | 23      | +25.847      | 10       | 3    |
| 14               | 71  | Claudio Corti         | Suter       | 23      | +27.528      | 5        | 2    |
| 15               | 35  | Raffaele De Rosa      | Tech 3      | 23      | +28.696      | 17       | 1    |
| 16               | 16  | Jules Cluzel          | Suter       | 23      | +29.629      | 13       |      |
| 17               | 40  | Sergio Gadea          | Pons Kalex  | 23      | +34.072      | 20       |      |
| 18               | 63  | Mike Di Meglio        | Suter       | 23      | +37.087      | 19       |      |
| 19               | 80  | Axel Pons             | Pons Kalex  | 23      | +40.460      | 28       |      |
| 20               | 56  | Michael Ranseder      | Suter       | 23      | +40.653      | 23       |      |
| 21               | 2   | Gábor Talmácsi        | Speed Up    | 23      | +40.855      | 27       |      |
| 22               | 9   | Kenny Noyes           | Promoharris | 23      | +42.287      | 21       |      |
| 23               | 8   | Anthony West          | MZ-RE Honda | 23      | +44.814      | 30       |      |
| 24               | 14  | Ratthapark Wilairot   | Bimota      | 23      | +46.745      | 22       |      |
| 25               | 28  | Kazuki Watanabe       | Suter       | 23      | +49.749      | 29       |      |
| 26               | 53  | Valentin Debise       | ADV         | 23      | +49.964      | 31       |      |
| 27               | 4   | Ricky Cardús          | Bimota      | 23      | +1:14.349    | 33       |      |
| 28               | 95  | Mashel Al Naimi       | BQR-Moto2   | 23      | +1:15.823    | 35       |      |
| 29               | 88  | Yannick Guerra        | Moriwaki    | 23      | +1:16.189    | 37       |      |
| 30               | 55  | Héctor Faubel         | Suter       | 23      | +1:21.900    | 24       |      |
| 31               | 39  | Robertino Pietri      | Suter       | 23      | +1:26.024    | 34       |      |
| 32               | 61  | Vladimir Ivanov       | Moriwaki    | 23      | +1:27.673    | 38       |      |
| 33               | 70  | Ferruccio Lamborghini | Moriwaki    | 23      | +1:41.644    | 32       |      |
| 34               | 93  | Kouki Takahashi       | RBB         | 23      | +1:45.570    | 40       |      |
| Ret              | 5   | Joan Olivé            | Promoharris | 21      | Caída        | 36       |      |
| Ret              | 25  | Alex Baldolini        | I.C.P.      | 21      | Caída        | 15       |      |
| Ret              | 68  | Yonny Hernández       | BQR-Moto2   | 20      | Caída        | 9        |      |
| Ret              | 66  | Hiromichi Kunikawa    | Bimota      | 11      | Caída        | 39       |      |
| Ret              | 10  | Fonsi Nieto           | Moriwaki    | 3       | Caída        | 14       |      |
| Ret              | 11  | Yusuke Teshima        | TSR         | 0       | Caída        | 25       |      |
| DNS              | 83  | Shogo Moriwaki        | Moriwaki    |         | No participó |          |      |
| Reporte oficial. |     |                       |             |         |              |          |      |

Notas:
- Pole Position :  Julián Simón, 1:53.008
- Vuelta Rápida :  Julián Simón, 1:53.653

### Resultados 125cc
| Pos.             | N.º | Piloto              | Constructor | Vueltas | Tiempo       | Parrilla | Pts. |
| ---------------- | --- | ------------------- | ----------- | ------- | ------------ | -------- | ---- |
| 1                | 93  | Marc Márquez        | Derbi       | 20      | 39:46.937    | 1        | 25   |
| 2                | 40  | Nicolás Terol       | Aprilia     | 20      | +2.612       | 2        | 20   |
| 3                | 38  | Bradley Smith       | Aprilia     | 20      | +8.396       | 3        | 16   |
| 4                | 44  | Pol Espargaró       | Derbi       | 20      | +18.873      | 7        | 13   |
| 5                | 23  | Alberto Moncayo     | Aprilia     | 20      | +31.973      | 9        | 11   |
| 6                | 12  | Esteve Rabat        | Aprilia     | 20      | +32.139      | 6        | 10   |
| 7                | 99  | Danny Webb          | Aprilia     | 20      | +46.716      | 13       | 9    |
| 8                | 39  | Luis Salom          | Aprilia     | 20      | +49.444      | 14       | 8    |
| 9                | 26  | Adrián Martín       | Aprilia     | 20      | +49.867      | 15       | 7    |
| 10               | 14  | Johann Zarco        | Aprilia     | 20      | +55.912      | 18       | 6    |
| 11               | 35  | Randy Krummenacher  | Aprilia     | 20      | +56.684      | 12       | 5    |
| 12               | 11  | Sandro Cortese      | Derbi       | 20      | +56.738      | 4        | 4    |
| 13               | 15  | Simone Grotzkyj     | Aprilia     | 20      | +1:05.988    | 8        | 3    |
| 14               | 78  | Marcel Schrötter    | Honda       | 20      | +1:10.339    | 20       | 2    |
| 15               | 53  | Jasper Iwema        | Aprilia     | 20      | +1:10.518    | 21       | 1    |
| 16               | 88  | Hikari Ookubo       | Honda       | 20      | +1:21.138    | 25       |      |
| 17               | 43  | Takehiro Yamamoto   | Honda       | 20      | +1:21.153    | 17       |      |
| 18               | 69  | Louis Rossi         | Aprilia     | 20      | +1:21.403    | 22       |      |
| 19               | 63  | Zulfahmi Khairuddin | Aprilia     | 20      | +1:25.015    | 26       |      |
| 20               | 42  | Syunya Mori         | Honda       | 20      | +1:25.186    | 27       |      |
| 21               | 91  | Sasuke Shinozaki    | Yamaha      | 20      | +1:26.406    | 24       |      |
| 22               | 71  | Tomoyoshi Koyama    | Aprilia     | 20      | +1:40.734    | 5        |      |
| 23               | 87  | Luca Marconi        | Aprilia     | 19      | +1 vuelta    | 30       |      |
| 24               | 89  | Yuma Yahagi         | Honda       | 19      | +1 vuelta    | 29       |      |
| Ret              | 52  | Danny Kent          | Lambretta   | 11      | Caída        | 16       |      |
| Ret              | 32  | Lorenzo Savadori    | Aprilia     | 8       | Ret          | 28       |      |
| Ret              | 84  | Jakub Kornfeil      | Aprilia     | 3       | Ret          | 19       |      |
| Ret              | 96  | Tommaso Gabrielli   | Aprilia     | 1       | Ret          | 31       |      |
| Ret              | 50  | Sturla Fagerhaug    | Aprilia     | 0       | Caída        | 23       |      |
| Ret              | 7   | Efrén Vázquez       | Derbi       | 0       | Colisión     | 10       |      |
| Ret              | 94  | Jonas Folger        | Aprilia     | 0       | Colisión     | 11       |      |
| DNS              | 72  | Marco Ravaioli      | Lambretta   |         | No participó |          |      |
| Reporte oficial. |     |                     |             |         |              |          |      |

Notas:
- Pole Position :  Marc Márquez, 1:58.030
- Vuelta Rápida :  Sandro Cortese, 1:58.666